# Apollo (crater)
Apollo, numit și bazinul Apollo, este un crater de impact enorm situat în emisfera sudică, pe partea îndepărtată a Lunii. Această formațiune eclipsează marele crater Oppenheimer, care se află lângă marginea vestică. Craterul Barringer se află peste peretele nordic. La sud-est se află craterul Anders, iar Kleymenov se află chiar la est de margine.
Apollo este o câmpie (sau un bazin) cu pereți dublii, al cărui inel interior are aproximativ jumătate din diametrul peretelui exterior. Atât peretele exterior, cât și interiorul au fost puternic uzate și erodate de impacturile ulterioare, astfel încât părți semnificative ale pereților exterior și interior constau acum în secțiuni neregulate și incizate de arcuri muntoase.
Podeaua interioară este acoperită de o multitudine de cratere de diferite mărimi, unele dintre acestea fiind denumite după numele unor persoane asociate cu programul Apollo sau cu alte proiecte NASA.
Secțiuni din interiorul lui Apollo au fost acoperite cu lavă, lăsând zone la suprafață cu un albedo mai mic decât materialul din jur. În partea de mijloc a inelului interior se află o zonă mare din această mare lunară, care conține niște sisteme de marcare radială.
Înainte de a fi numit oficial în 1970 de către Uniunea Astronomică Internațională, craterul era cunoscut sub numele de Bazinul XVI.

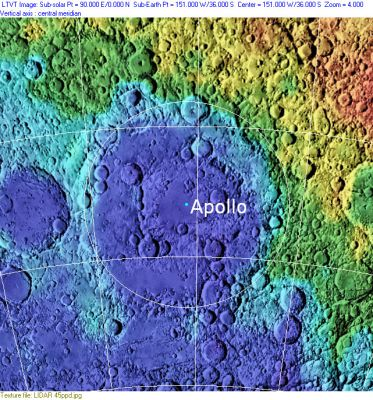
Imagine radar (1994)
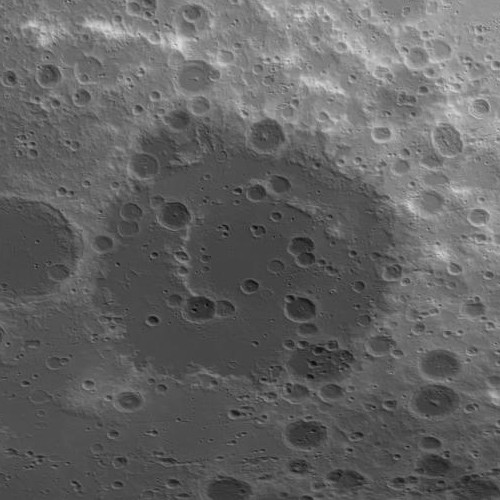
Hartă topografică
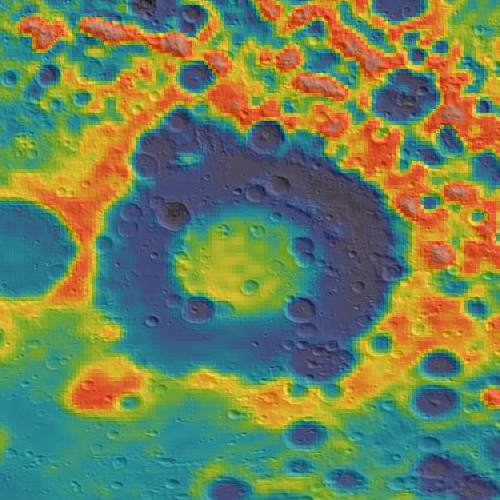
Harta gravitațională bazată pe GRAIL

## Cratere interioare
Trei cratere poartă numele echipajului de pe Apollo 8. În partea de sud-est a Apollo se află craterul Borman, numit după comandantul Frank Borman. În apropierea marginii sud-estice a Apollo se află craterul Anders, numit după William Anders. Pe marginea estică se află craterul Lovell, numit după Jim Lovell.
Multe cratere din interiorul și adiacente impactului Apollo au fost denumite în onoarea angajaților NASA decedați.
Dryden este atașat la exteriorul vest-nord-vestic al inelului interior. Chaffee este un crater de dimensiuni similare care se află parțial în secțiunea de sud-vest a inelului interior. În interiorul inelului interior se află craterele Resnik, McAuliffe și Onizuka, precum și perechea de cratere Jarvis-McNair. Craterul Smith se află în partea de nord a inelului interior.
În 2006, Uniunea Astronomică Internațională a aprobat o propunere de a denumi șapte cratere interioare pentru a-i onora pe astronauții uciși în dezastrul navetei spațiale Columbia.

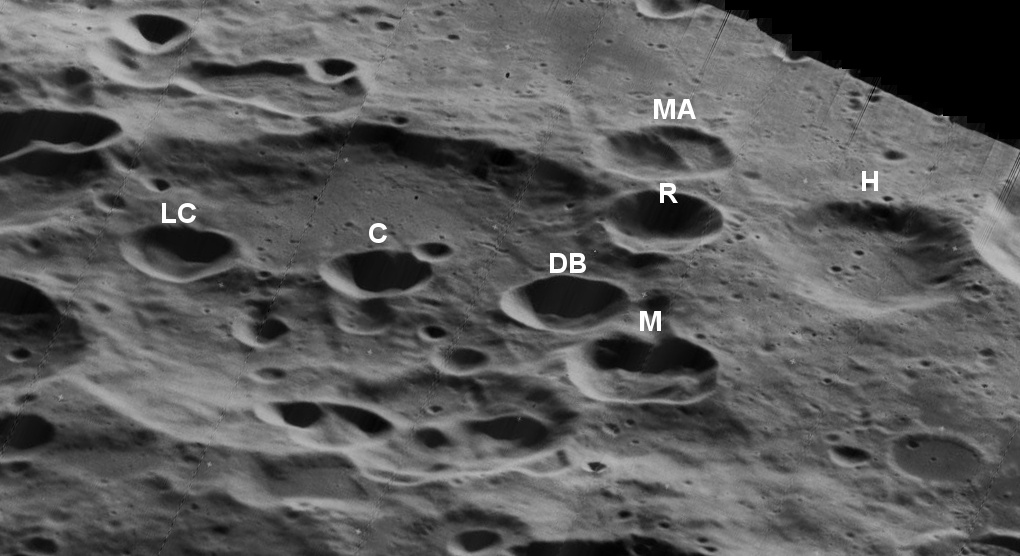
Craterele L. Clark (LC), Chawla (C), D. Brown (DB), M. Anderson (MA), McCool (M), Ramon (R) și Husband (H).